# Gartsjinovo
Gartsjinovo (Bulgaars: Гърчиново Garchinovo) is een dorp in het noordoosten van Bulgarije in de gemeente Opaka, oblast Targovisjte. Het dorp ligt op 25 km afstand van de stad Popovo.

## Bevolking
Op 31 december 2019 telde het dorp 485 inwoners, een daling vergeleken met het maximum van 1.306 inwoners in 1946.
| Bevolkingsontwikkeling tussen 1934 en 2019          |
| --------------------------------------------------- |
|                                                     |
| Bron: Nationaal Statistisch Instituut van Bulgarije |

In het dorp wonen hoofdzakelijk Bulgaarse Turken (~71,7%) en etnische Bulgaren (~28,3%).
| Etnische samenstelling van de respondenten (2011) | Etnische samenstelling van de respondenten (2011) | Etnische samenstelling van de respondenten (2011) | Etnische samenstelling van de respondenten (2011) | Etnische samenstelling van de respondenten (2011) |
| ------------------------------------------------- | ------------------------------------------------- | ------------------------------------------------- | ------------------------------------------------- | ------------------------------------------------- |
|                                                   |                                                   |                                                   |                                                   |                                                   |
| Bulgaren                                          | Bulgaren                                          |                                                   | 28,3%                                             | 28,3%                                             |
| Turken                                            | Turken                                            |                                                   | 71,7%                                             | 71,7%                                             |
| Roma                                              | Roma                                              |                                                   | 0,0%                                              | 0,0%                                              |
| Anders/Onbekend                                   | Anders/Onbekend                                   |                                                   | 0,0%                                              | 0,0%                                              |